# Ситник ниткуватий
Ситник ниткуватий, ситник нитковидний (Juncus filiformis) — вид трав'янистих багаторічних рослин родини ситникові (Juncaceae).

## Опис
Рослина 15–50(-70) см у висоту. Кореневище широко стелиться, помірно розгалужене, 1.5–2 мм діаметром. Стебла випростані, до 45 см, круглі в перетині, 1 мм в діаметрі. Суцвіття компактні або дуже компактні, 1–2 см, до 10 квіток. Листочки оцвітини блідо-коричневого кольору або зелені, ланцетні, 2.5–4.2 мм. Капсули рудувато-коричневі, майже кулясті, 2.5–3 х 1.8–2.1 мм, коротші оцвітини. Насіння бурштинове, 0.5–0.6 мм, без хвоста.

## Поширення
Має більш-менш пан-бореальне поширення, від Скандинавії на південь до Піренейського півострова і на схід через Балкани, Росію та Кавказ у Китай і Японію. У Північній Америці зростає від Аляски до Гренландії й на південь, у південну частину Канади і північ США. Зазвичай зростає серед сфагнуму, також буде рости по краях озер чи водоймищ.
В Україні росте на болотах, заболочених та сирих луках. Зростає у вологих місцях, луках, болотах — у Закарпатті, Карпатах і Поліссі, рідко.

## Галерея

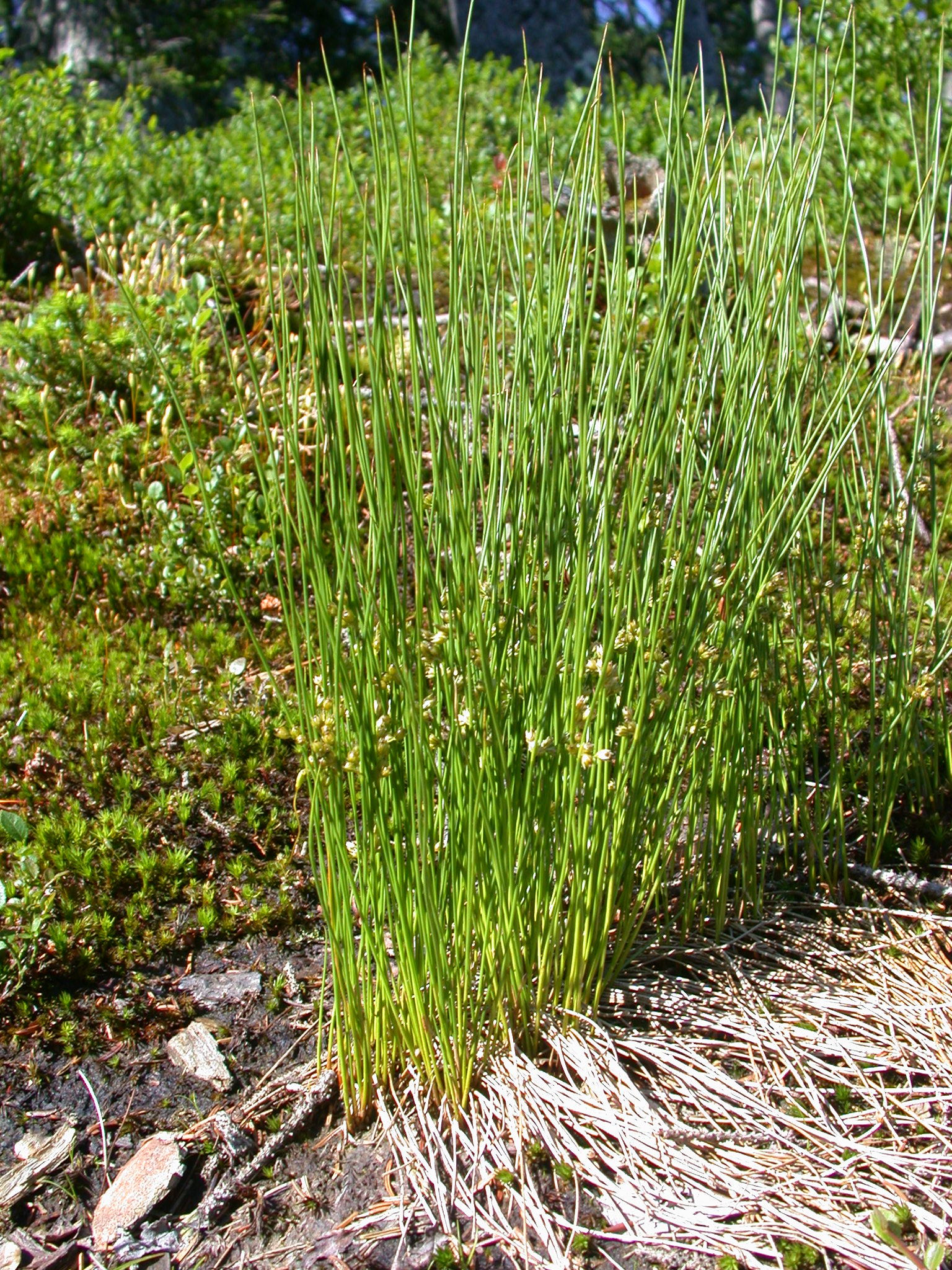
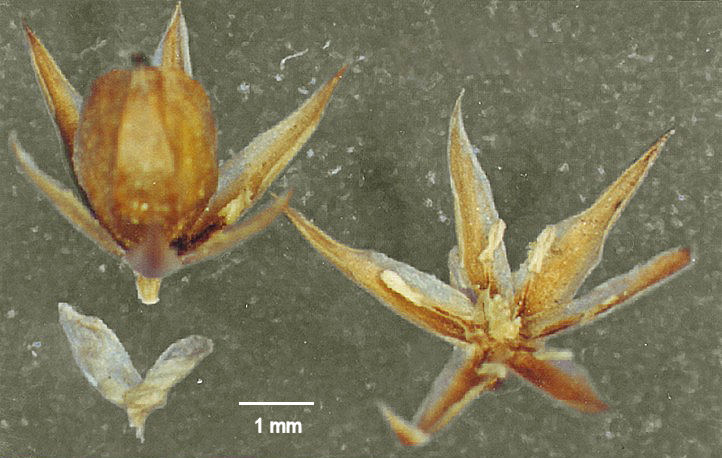
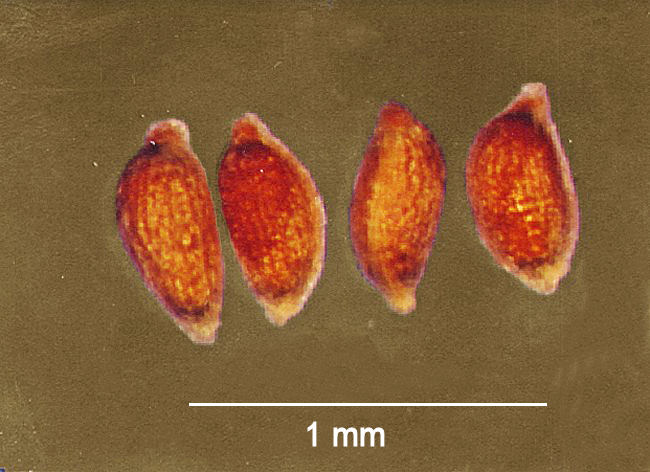
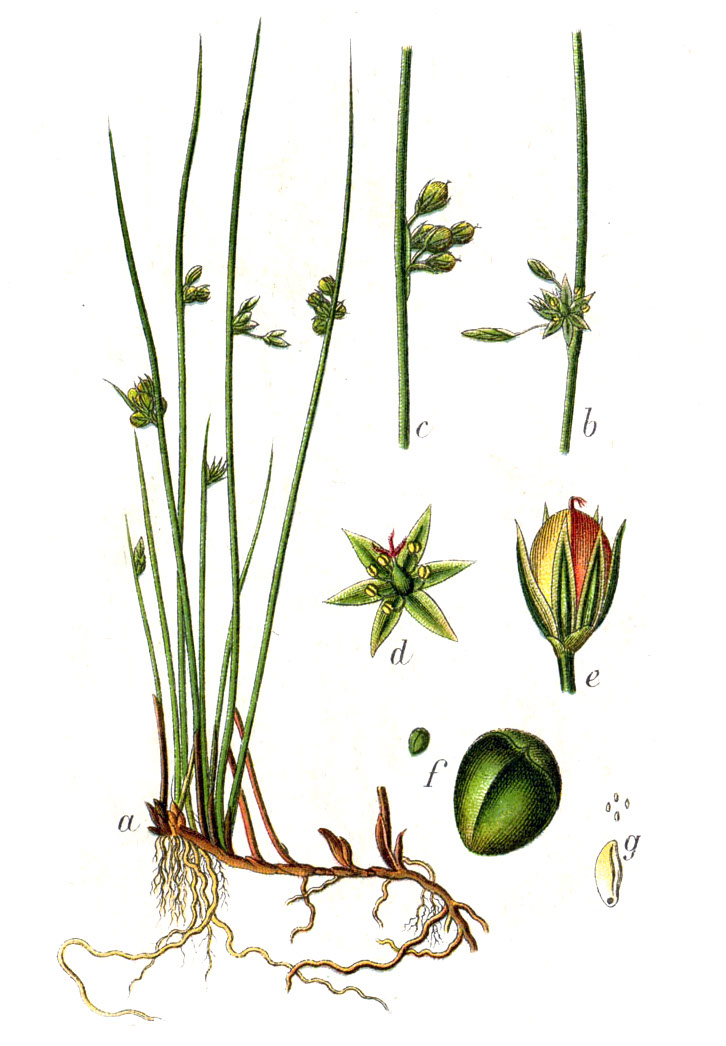